# Малая Сельменьга
Малая Сельменьга (в верховье Жупиковка) — река в России, протекает по Нюксенскому району Вологодской области. Жупиковка вытекает из Сельменьгского озера и течёт на юго-запад, принимая справа приток Доровица. После слияния с водотоком Кика река называется Малой Сельменьгой. Малая Сельменьга петляя течёт сначала на юг, затем на юго-восток. Устье Малой Сельменьги находится по левому берегу в 145 км от устья Сухоны у деревни Красавино. Длина Малой Сельменьги с Жупиковкой составляет 11 км.

## Данные водного реестра
По данным государственного водного реестра России относится к Двинско-Печорскому бассейновому округу, водохозяйственный участок реки — Северная Двина от начала реки до впадения реки Вычегда, без рек Юг и Сухона (от истока до Кубенского гидроузла), речной подбассейн реки — Сухона. Речной бассейн реки — Северная Двина.
Код объекта в государственном водном реестре — 03020100312103000009302.

## Топографическая карта
- Лист карты P-38-125,126 Нюксеница. Масштаб: 1 : 100 000. Состояние местности на 1983 год. Издание 1988 г.